# Eufriesea violacea
Eufriesea violacea är en biart som först beskrevs av Blanchard 1840.  Eufriesea violacea ingår i släktet Eufriesea, tribus orkidébin, och familjen långtungebin. Inga underarter finns listade.

## Bildgalleri

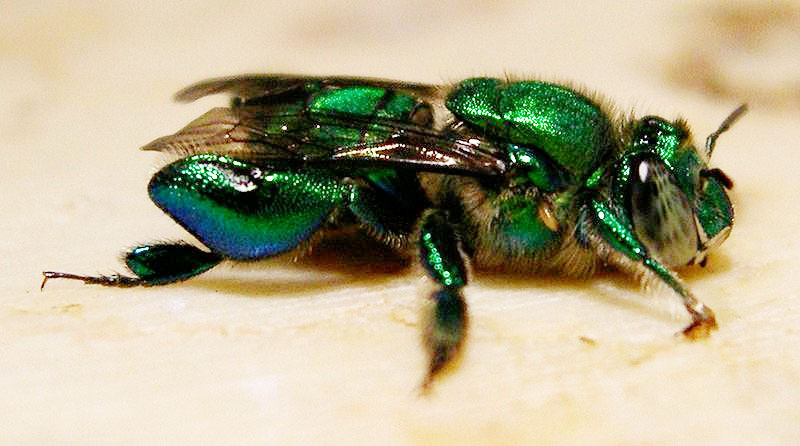